# ماي لان
ماي لان (بالفرنسية: Mai Lan)‏ هي مصممة أزياء ومغنية فرنسية، ولدت في 1982 في باريس في فرنسا.

## وصلات خارجية
- الموقع الرسمي